# Johannes 3:16

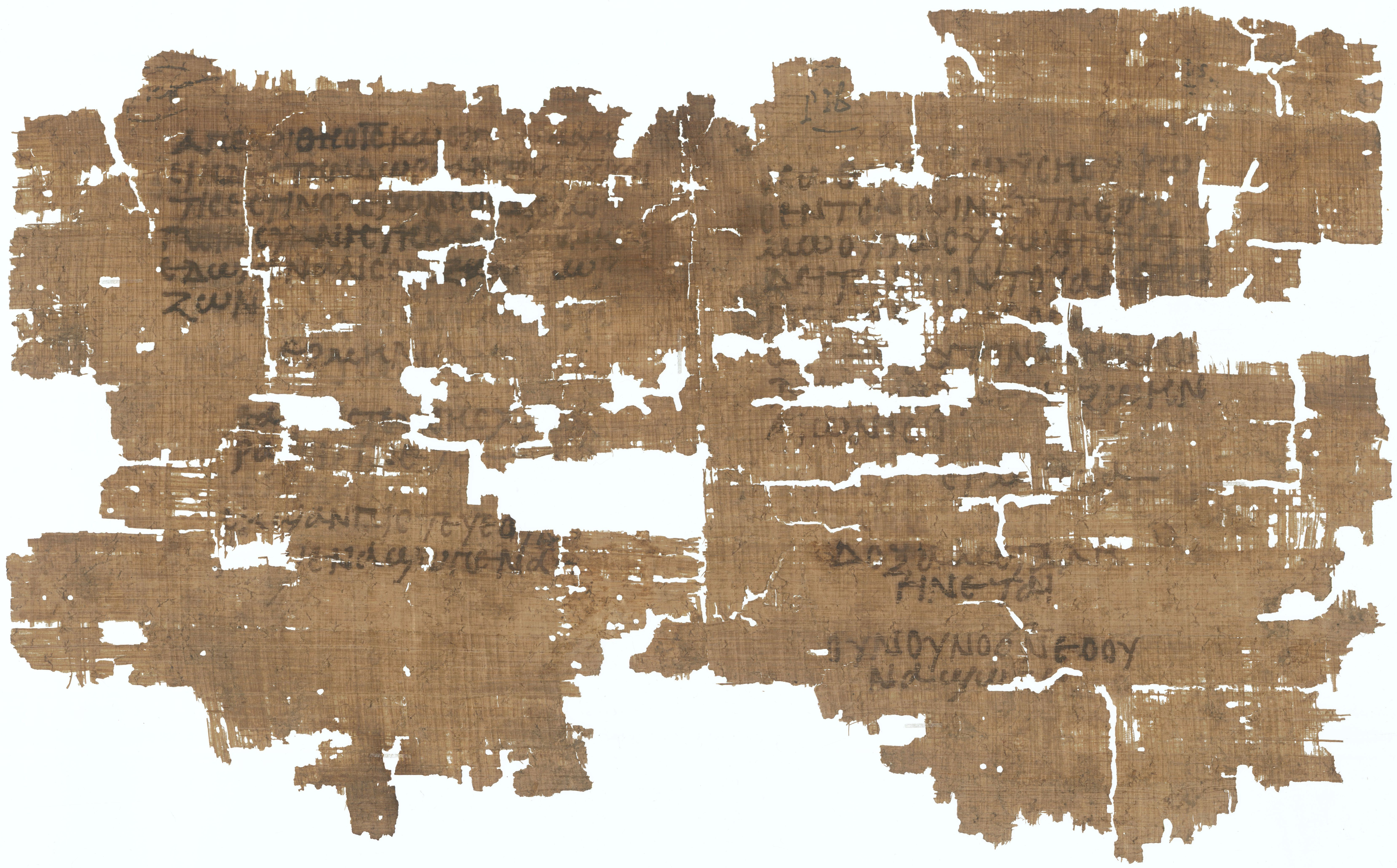
Johannes 3:16 i Papyrus 63 (^{63}).

Johannes 3:16 (Joh. 3:16, kapitel 3, vers 16 av Johannesevangeliet i Nya Testamentet) är ett av de mest citerade Bibelorden. Versen kallas ibland för Lilla Bibeln eftersom den i stort sett beskriver vad den kristna tron går ut på – att Jesus Kristus är Guds son och världens frälsare. Nedan följer en lista över de officiella svenska översättningarna.
| Översättning                             | Johannes 3:16 |
| ---------------------------------------- | --- |
| Vasabibeln (1541)                        | Ty så elskadhe Gudh werldena / at han vthgaff sin eenda Son / på thet / at hwar och en som troor på honom / skal icke förgåås / vthan få ewinnerlighit lijff. |
| Gustav II Adolfs bibel (1618)            | |
| Karl XII:s bibel (1703)                  | Ty så älskade Gudh werldena / at han vthgaf sin enda Son / på thet / at hwar och en som troor på honom / skal icke förgås / vtan få ewinnerligit lijf.        |
| 1917 års kyrkobibel                      | Ty så älskade Gud världen, att han utgav sin enfödde Son, på det att var och en som tror på honom skall icke förgås, utan hava evigt liv.                     |
| Bibel 2000                               | Så älskade Gud världen att han gav den sin ende son, för att de som tror på honom inte skall gå under utan ha evigt liv.                                      |
| Originaltext, koine (första århundradet) | Οὕτως γὰρ ἠγάπησεν ὁ θεὸς τὸν κόσμον, ὥστε τὸν υἱὸν τὸν μονογενῆ ἔδωκεν, ἵνα πᾶς ὁ πιστεύων εἰς αὐτὸν μὴ ἀπόληται ἀλλ᾽ ἔχῃ ζωὴν αἰώνιον.                      |
| Vulgatan, latin (300-talet)              | Sic enim Deus dilexit mundum, ut Filium suum unigenitum daret: ut omnis qui credit in eum, non pereat, sed habeat vitam æternam.                              |